# Maokane
Maokane is een dorp in het district Southern in Botswana. De plaats telt 2044 inwoners (2011).